# Call of Duty: Black Ops
Call of Duty: Black Ops er et computerspil, der er udviklet af Treyarch og er en del af Call of Duty-serien. Spillet udkom den 9. november 2010.

## Kampagne
Spillets kampagne foregår under Den kolde krig/2. Verdenskrig/Vietnamkrigen og består af 14 missioner og 7 special ops. Historiens hovedperson er Mason, som bliver afhørt af Weaver og Hudson, hans teammedlemmer. I starten ved han ikke hvem der afhører ham. Den første mission hedder "Operation 40". Den foregår i starten på en café, derefter bryder politiet ind. Derefter bryder man ud af caféen, og skyder politiet/fjenderne ned. Når man har nået langt nok i banen, kommer man over til en bil hvor man skal køre væk fra området. Og Mason har andre teammedlemmer, Reznov, Woods og Bowman

## Multiplayer
Spillets multiplayer bliver udstyret med Custom class 2.0. Det betyder, at spilleren blandt andet kan bestemme, hvilken camouflage vedkommende vil have i hovedet. Man kan desuden få et såkaldt clan tag (de 1-4 symboler, som kan vælges før ens navn) til at stå på sit våben.
Spillets multiplayer får en masse gamemodes. Det bliver ikke muligt at låse ting op med brug af XP, f.eks. perks, våben osv. Der skal man bruge de såkaldte cod-point, som man enten kan få via normalt spil i Team Deathmatch, FFA (Free for All) eller i Wager Match, hvor man satser 10, 1000 eller 10000 cod-point pr. spil.

### Zombie Mode
Det vil være muligt at spille sammen med sine venner over nettet eller split-screen funktionen (kun konsol-version) mod zombier. Man kan desuden også køre over LAN-forbindelse, når man spiller med venner. I Zombie Mode handler det om at få flest point, ved at dræbe zombier. Med de point kan man købe ting såsom våben eller opgraderinger (f.eks. ammo) til sit våben. Ens samlede points bliver dog vist I slutningen af spillet, samt ens kills og headshots. I Zombie Mode skal du finde tre plader og dem finder du ved at tage teleporten og efter det fører den dig til et lille rum hvor du så kan finde filmplader. Du kan kun bære en ting ad gangen
Zombie Mode stammer fra Call of Duty: World at War